# Coupe Piatigorsky
Pour les articles homonymes, voir Piatigorsky.
La Coupe Piatigorsky est une série de tournois d'échecs organisés en Californie à l’instigation de Jacqueline Piatigorsky.
Le premier se déroula à Los Angeles en juillet 1963, et fut remporté conjointement par Paul Keres et le nouveau champion du monde Tigran Petrossian. Le second se déroula à Santa Monica en juillet et août 1966 et fut remporté par Boris Spassky. Un troisième tournoi prévu ne fut pas organisé.
Ce furent les plus forts tournois organisés aux États-Unis depuis près de cinquante ans.
Le livre du tournoi de la seconde coupe Piatigorsky est devenu un classique de la littérature échiquéenne. Chacune des parties est analysée par l'un au moins des protagonistes. 

## Première Coupe Piatigorsky (1963)
|   |                   | 1   | 2   | 3   | 4   | 5   | 6   | 7   | 8   | Total |
| - | ----------------- | --- | --- | --- | --- | --- | --- | --- | --- | ----- |
| 1 | Paul Keres        | –   | ½ ½ | ½ 0 | 1 1 | 0 0 | ½ 1 | 1 1 | ½ 1 | 8½    |
| 2 | Tigran Petrossian | ½ ½ | –   | ½ ½ | ½ ½ | ½ ½ | 0 1 | 1 1 | ½ 1 | 8½    |
| 3 | Miguel Najdorf    | ½ 1 | ½ ½ | –   | ½ 0 | 1 ½ | ½ ½ | 0 ½ | 1 ½ | 7½    |
| 4 | Friðrik Ólafsson  | 0 0 | ½ ½ | ½ 1 | –   | ½ 1 | ½ 1 | 1 0 | ½ ½ | 7½    |
| 5 | Samuel Reshevsky  | 1 1 | ½ ½ | 0 ½ | ½ 0 | –   | ½ ½ | 1 ½ | 0 ½ | 7     |
| 6 | Svetozar Gligorić | ½ 0 | 1 0 | ½ ½ | ½ 0 | ½ ½ | –   | ½ 0 | 1 ½ | 6     |
| 7 | Pal Benko         | 0 0 | 0 0 | 1 ½ | 0 1 | 0 ½ | ½ 1 | –   | 1 0 | 5½    |
| 8 | Oscar Panno       | ½ 0 | ½ 0 | 0 ½ | ½ ½ | 1 ½ | 0 ½ | 0 1 | –   | 5½    |

## Seconde Coupe Piatigorsky (1966)
|    |                   | 1   | 2   | 3   | 4   | 5   | 6   | 7   | 8   | 9   | 10  | Total |
| -- | ----------------- | --- | --- | --- | --- | --- | --- | --- | --- | --- | --- | ----- |
| 1  | Boris Spassky     | –   | 1 ½ | ½ 1 | ½ ½ | 1 ½ | ½ ½ | ½ ½ | ½ ½ | 1 ½ | ½ 1 | 11½   |
| 2  | Bobby Fischer     | 0 ½ | –   | 0 1 | ½ 1 | ½ ½ | ½ ½ | ½ 1 | 0 1 | 1 1 | ½ 1 | 11    |
| 3  | Bent Larsen       | ½ 0 | 1 0 | –   | 1 ½ | ½ 0 | 1 1 | ½ 1 | 1 ½ | 0 1 | ½ 0 | 10    |
| 4  | Lajos Portisch    | ½ ½ | ½ 0 | 0 ½ | –   | ½ ½ | 1 ½ | ½ ½ | ½ ½ | ½ 1 | ½ 1 | 9½    |
| 5  | Wolfgang Unzicker | 0 ½ | ½ ½ | ½ 1 | ½ ½ | –   | ½ ½ | ½ ½ | ½ ½ | 1 ½ | ½ ½ | 9½    |
| 6  | Tigran Petrossian | ½ ½ | ½ ½ | 0 0 | 0 ½ | ½ ½ | –   | ½ ½ | 1 1 | ½ ½ | ½ 1 | 9     |
| 7  | Samuel Reshevsky  | ½ ½ | ½ 0 | ½ 0 | ½ ½ | ½ ½ | ½ ½ | –   | ½ 1 | ½ ½ | 1 ½ | 9     |
| 8  | Miguel Najdorf    | ½ ½ | 1 0 | 0 ½ | ½ ½ | ½ ½ | 0 0 | ½ 0 | –   | 1 ½ | ½ 1 | 8     |
| 9  | Borislav Ivkov    | 0 ½ | 0 0 | 1 0 | ½ 0 | 0 ½ | ½ ½ | ½ ½ | 0 ½ | –   | ½ 1 | 6½    |
| 10 | Jan Hein Donner   | ½ 0 | ½ 0 | ½ 1 | ½ 0 | ½ ½ | ½ 0 | 0 ½ | ½ 0 | ½ 0 | –   | 6     |